# National Geographic Traveler
Le National Geographic Traveler est un magazine publié par la National Geographic Society aux États-Unis. Il a été lancé en 1984. Des éditions du National Geographic Traveler dans la langue du pays sont publiées en Arménie, Belgique/Pays-Bas, Chine, Croatie, République tchèque, Indonésie, Amérique latine, Israël, Pologne, Roumanie, Russie, Slovénie et Espagne. Une édition au Royaume-Uni a été lancée en décembre 2010.
Le rédacteur en chef est Keith Bellows.
La version française de National Geographic Traveler a été lancée en mars 2016. Son rédacteur en chef est Jean-Pierre Vrignaud.
Le 29 août 2019, Disney annonce 70 à 80 suppressions de postes au sein National Geographic et l'arrêt du magazine National Geographic Traveler à la suite de l'Acquisition de la 21st Century Fox.